# Rally de Cantabria de 2010
El Rally de Cantabria de 2010, oficialmente 32.º Rallye Cantabria Infinita, fue la 32.ª edición y la tercera ronda de la temporada 2010 del Campeonato de España de Rally. Se celebró del 14 al 15 de mayo y contó con un itinerario de ocho tramos que sumaban un total de 156,94 km cronometrados.

## Itinerario
| Día   | Tramo | Nombre                  | Distancia | Hora  | Ganador              | Líder                |
| ----- | ----- | ----------------------- | --------- | ----- | -------------------- | -------------------- |
| Día 1 | TC1   | San Roque-Selaya        | 31,87 km  | 20:02 | Alberto Hevia        | Alberto Hevia        |
| Día 1 | TC2   | San Roque-Villacarriedo | 28,05 km  | 22:02 | Enrique García Ojeda | Enrique García Ojeda |
| Día 2 | TC3   | San Antonio-Solórzano   | 14,88 km  | 08:33 | Enrique García Ojeda | Enrique García Ojeda |
| Día 2 | TC4   | Solórzano-Moncalián     | 13,15 km  | 08:58 | Víctor Senra         | Enrique García Ojeda |
| Día 2 | TC5   | Vierna-Las Pilas        | 20,48 km  | 09:31 | Sergio Vallejo       | Enrique García Ojeda |
| Día 2 | TC6   | San Antonio-Solórzano   | 14,88 km  | 12:06 | Sergio Vallejo       | Enrique García Ojeda |
| Día 2 | TC7   | Solórzano-Moncalián     | 13,15 km  | 12:31 | Sergio Vallejo       | Enrique García Ojeda |
| Día 2 | TC8   | Vierna-Las Pilas        | 20,48 km  | 13:04 | Sergio Vallejo       | Enrique García Ojeda |

## Clasificación final
| Pos. | Piloto                  | Copiloto          | Automóvil               | Tiempo    | Diferencia |
| ---- | ----------------------- | ----------------- | ----------------------- | --------- | ---------- |
| 1.   | Enrique García Ojeda    | Jordi Barrabés    | Subaru Impreza STi N15  | 1:43:40.1 | 0.0        |
| 2.   | Víctor Senra            | David Vázquez     | Mitsubishi Lancer Evo X | 1:45:08.3 | +1:28.2    |
| 3.   | Sergio Vallejo          | Diego Vallejo     | Ford Fiesta S2000       | 1:45:14.7 | +1:34.6    |
| 4.   | Pedro Burgo             | Marcos Burgo      | Mitsubishi Lancer Evo X | 1:46:05.7 | +2:25.6    |
| 5.   | Alberto Monarri         | Dani Cué          | Mitsubishi Lancer Evo X | 1:46:32.0 | +2:51.9    |
| 6.   | Joan Vinyes             | Jordi Mercader    | Suzuki Swift S1600      | 1:47:51.6 | +4:11.5    |
| 7.   | Fran Cima               | Alejandro Noriega | Mitsubishi Lancer Evo X | 1:49:08.8 | +5:28.7    |
| 8.   | Jonathan Pérez          | Enrique Velasco   | Peugeot 207 S2000       | 1:49:10.2 | +5:30.1    |
| 9.   | Francisco Javier España | Lorenzo Fernández | Mitsubishi Lancer Evo X | 1:49:48.5 | +6:08.4    |
| 10.  | David Pérez             | Alberto Chamorro  | Peugeot 207 S2000       | 1:51:16.7 | +7:36.6    |